# Progne subis
Progne subis là một loài chim trong họ Hirundinidae.